# キャメロン・カーター＝ヴィッカース
キャメロン・カーター＝ヴィッカース（Cameron Carter-Vickers 、1997年12月31日 - ）は、イングランド・サウスエンド＝オン＝シー出身のプロサッカー選手。セルティックFC所属。ポジションは、DF。

## 経歴

### 生い立ち
アメリカ合衆国・バトンルージュ出身でフランスの市民権も持つプロバスケットボール選手の父ハワード・カーターとイギリス人の母との間にイングランドのサウスエンド＝オン＝シーにて生まれた。

### クラブ
11歳でトッテナム・ホットスパーFCのアカデミーに入団。2016年1月のUEFAヨーロッパリーグ・ASモナコ戦で初めてトップチーム入りした。
メルボルンで開催されたインターナショナル・チャンピオンズ・カップ 2016に参加し、背番号38を着けてユベントスFC戦とアトレティコ・マドリード戦に出場した。2016年9月のフットボールリーグカップ・ジリンガムFC戦でトップチームデビュー。
2017年8月、チャンピオンシップのシェフィールド・ユナイテッドFCに1シーズンレンタル移籍することが発表された。
2021年8月31日、買取オプション付きの1年ローンでセルティックFCに加入。

### 代表
イングランド生まれ、イングランド育ちであり米国在住経験は一度も無いが、トッテナムのアカデミーに在籍していた2014年夏、フロリダで開催されたU-17アメリカ合衆国代表との親善試合で米国サッカー界関係者の目にとまり、父親がアメリカ人であることからアメリカ合衆国代表入りの可能性が浮上。
2014年8月、U-18アメリカ合衆国代表に招集された。2015年5月には弱冠17歳ながら飛び級で2015 FIFA U-20ワールドカップに参加した。
2016年9月、フットボール・アソシエーションがカーター＝ヴィッカースの代表入りについて調査していると報じられた。
2016年11月、アメリカ合衆国A代表初招集。2017年11月開催の親善試合・ポルトガル戦で途中出場し初キャップ。

## 所属クラブ
ユース
- トッテナム・ホットスパーFC 2009年-2016年

プロ
- トッテナム・ホットスパーFC 2016年-
  -  シェフィールド・ユナイテッドFC （期限付き移籍） 2017年-2018年
  -  イプスウィッチ・タウンFC （期限付き移籍） 2018年
  -  スウォンジー・シティAFC （期限付き移籍） 2018年-2019年
  -  ストーク・シティFC （期限付き移籍） 2019年
  -  ルートン・タウンFC （期限付き移籍） 2020年
  -  AFCボーンマス （期限付き移籍） 2020年-2021年
  -  セルティックFC （期限付き移籍） 2021年-

## 代表歴

### 出場大会
- アメリカU-18
- アメリカU-20
  - 2015 FIFA U-20ワールドカップ
- アメリカU-23
- アメリカ代表
  - 2022 FIFAワールドカップ

### 試合数
- 国際Aマッチ 16試合 0得点（2017年-）[14]

| アメリカ代表 | 国際Aマッチ | 国際Aマッチ |
| 年           | 出場        | 得点        |
| ------------ | ----------- | ----------- |
| 2017         | 1           | 0           |
| 2018         | 6           | 0           |
| 2019         | 1           | 0           |
| 2020         | 0           | 0           |
| 2021         | 0           | 0           |
| 2022         | 4           | 0           |
| 2023         | 4           | 0           |
| 2024         |             |             |
| 通算         | 16          | 0           |

## タイトル
セルティックFC
- スコティッシュリーグカップ：1回 (2021-22)